# جام پرزیدنت آسیا ۲۰۱۳
جام پرزیدنت آسیا ۲۰۱۳ نهمین دوره جام پرزیدنت آسیا بود، رقابتی برای باشگاه‌های فوتبال در کشورهایی که توسط کنفدراسیون فوتبال آسیا به عنوان "کشورهای نوظهور" در آسیا طبقه‌بندی شده‌اند. استقلال دوشنبه مدافع عنوان قهرمانی بود، ولی در مسابقات شرکت نکرد زیرا تیم‌های تاجیکستان دیگر وارد جام پرزیدنت آسیا نمی‌شدند.
در فینال، تیم بالکان ترکمنستان با نتیجه ۱–۰ تیم کی‌آرال پاکستان را شکست داد و اولین تیم ترکمنستانی شد که جام پرزیدنت آسیا را از آن خود کرد.

## ورزشگاه‌ها
| کاتماندو                  | سبو                |
| ------------------------- | ------------------ |
| ورزشگاه داسارات رانگاسالا | مرکز ورزشی شهر سبو |
| گنجایش: ۱۷،۸۰۰            | گنجایش: ۵،۵۰۰      |
|                           |                    |
| پنوم پن                   | ملاکا              |
| ورزشگاه المپیک پنوم پن    | ورزشگاه هانگ جیبات |
| گنجایش: ۷۰،۰۰۰            | گنجایش: ۴۰،۰۰۰     |
|                           |                    |

## تیم‌ها
ای‌اف‌سی رویه تصمیم‌گیری در مورد فدراسیون‌های شرکت‌کننده را تعیین کرد و تصمیم نهایی توسط ای‌اف‌سی در نوامبر ۲۰۱۲ اتخاذ شد. در صورت تأیید درخواست‌های زیر توسط هر فدراسیون، تغییرات زیر در فهرست فدراسیون‌های شرکت‌کننده می‌تواند از جام پرزیدنت آسیا ۲۰۱۲ اعمال شود:
- فدراسیونی که در ابتدا در جام پرزیدنت آسیا شرکت می‌کرد، می‌تواند برای شرکت در ای‌اف‌سی کاپ ۲۰۱۳ درخواست دهد.
- فدراسیونی که در ابتدا در هیچ یک از مسابقات باشگاهی ای‌اف‌سی شرکت نمی‌کرد، می‌تواند برای شرکت در جام پرزیدنت آسیا ۲۰۱۳ درخواست دهد.

تغییرات زیر در فدراسیون‌های شرکت‌کننده نسبت به سال قبل اعمال شد:
- شرکت باشگاه‌های فیلیپین در جام پرزیدنت آسیا از سال ۲۰۱۳ توسط ای‌اف‌سی تأیید شد.[۴]
- باشگاه‌های تاجیکستان از سال ۲۰۱۳ توسط ای‌اف‌سی از جام پرزیدنت آسیا به ای‌اف‌سی کاپ ارتقا یافتند.[۵]

به هر فدراسیون شرکت‌کننده یک ورودی داده شد. تیم‌های زیر وارد این رقابت‌ها شدند.
| انجمن     | تیم                 | نحوه راهیابی                                 | حضور    | آخرین  |
| --------- | ------------------- | -------------------------------------------- | ------- | ------ |
| بنگلادش   | آباهانی لیمیتد داکا | قهرمان لیگ برتر فوتبال بنگلادش ۲۰۱۲          | پنجمین  | ۲۰۱۱   |
| بوتان     | یدزین               | قهرمان لیگ ملی بوتان ۱۳–۲۰۱۲                 | چهارمین | ۲۰۱۲   |
| کامبوج    | بوئنگ کت رابر فیلد  | قهرمان لیگ کامبوج ۲۰۱۲                       | اولین   | نداشته |
| چین تایپه | تایپاور             | قهرمان لیگ فوتبال اینترسیتی ۲۰۱۲             | ششمین   | ۲۰۱۲   |
| قرقیزستان | دوردوی بیشکک        | قهرمان لیگ قرقیزستان ۲۰۱۲                    | هشتمین  | ۲۰۱۲   |
| مغولستان  | ارچیم               | قهرمان سوپر جام مغولستان ۲۰۱۲                | دومین   | ۲۰۱۲   |
| نپال      | تری استار کلاب      | قهرمان لیگ دسته یک یادبود شهدا ۱۳–۲۰۱۲       | دومین   | ۲۰۰۵   |
| پاکستان   | کی‌آرال              | قهرمان لیگ برتر پاکستان ۱۳–۲۰۱۲              | سومین   | ۲۰۱۲   |
| فلسطین    | هلال القدس          | قهرمان لیگ برتر بانک غربی ۱۲–۲۰۱۱            | اولین   | نداشته |
| فیلیپین   | گلوبال              | قهرمان لیگ فوتبال یونایتد ۲۰۱۲               | اولین   | نداشته |
| سری‌لانکا  | ارتش سری‌لانکا       | نایب قهرمان لیگ برتر فوتبال سری‌لانکا ۱۲–۲۰۱۱ | دومین   | ۲۰۰۹   |
| ترکمنستان | بالکان              | قهرمان یوکاری لیگا ۲۰۱۲                      | سومین   | ۲۰۱۲   |

## برنامه
برنامه مسابقات به شرح زیر بود.
- مرحله گروهی: ۲ تا ۱۲ مه ۲۰۱۳
- مرحله نهایی: ۲۳ تا ۲۹ سپتامبر ۲۰۱۳

## مرحله گروهی
قرعه‌کشی مرحله گروهی در ۱۹ مارس ۲۰۱۳، ساعت ۱۵:۰۰ به وقت یوتی‌سی ۸:۰۰+، در ساختمان ای‌اف‌سی در کوالا لامپور، مالزی برگزار شد. دوازده تیم در سه گروه چهار تیمی قرار گرفتند. هر گروه به صورت نوبت‌گردشی در یک مکان متمرکز برگزار شد و کامبوج، نپال و فیلیپین توسط ای‌اف‌سی برای میزبانی گروه‌ها انتخاب شدند. تیم‌های اول و دوم هر گروه به مرحله نهایی راه یافتند.
معیارهای تساوی‌شکن
تیم‌ها بر اساس امتیاز (۳ امتیاز برای برد، ۱ امتیاز برای تساوی، ۰ امتیاز برای باخت) رتبه‌بندی می‌شوند و معیارهای رده‌بندی به ترتیب زیر است:
1. تعداد امتیازات بیشتر کسب شده در مسابقات گروهی بین تیم‌های مربوطه؛
2. تفاضل گل حاصل از مسابقات گروهی بین تیم‌های مربوطه؛
3. تعداد گل‌های زده شده بیشتر در مسابقات گروهی بین تیم‌های مربوطه؛
4. تفاضل گل در تمام مسابقات گروهی؛
5. تعداد گل‌های زده شده بیشتر در تمام مسابقات گروهی؛
6. ضربات پنالتی اگر فقط دو تیم درگیر باشند و هر دو در زمین بازی باشند؛
7. امتیاز کمتر بر اساس تعداد کارت‌های زرد و قرمز دریافت شده در مسابقات گروهی محاسبه می‌شود؛ (۱ امتیاز برای هر کارت زرد، ۳ امتیاز برای هر کارت قرمز در نتیجه دو کارت زرد، ۳ امتیاز برای هر کارت قرمز مستقیم، ۴ امتیاز برای هر کارت زرد و به دنبال آن یک کارت قرمز مستقیم)
8. قرعه‌کشی.

### گروه A
| تیم                 | بازی | برد | مساوی | باخت | گل زده | گل خورده | گل تفاضل | امتیاز |
| ------------------- | ---- | --- | ----- | ---- | ------ | -------- | -------- | ------ |
| تری استار کلاب      | ۳    | ۱   | ۲     | ۰    | ۵      | ۳        | ۲+       | ۵      |
| ارچیم               | ۳    | ۱   | ۱     | ۱    | ۱      | ۲        | ۱−       | ۴      |
| تایپاور             | ۳    | ۰   | ۳     | ۰    | ۳      | ۳        | ۰        | ۳      |
| آباهانی لیمیتد داکا | ۳    | ۰   | ۲     | ۱    | ۲      | ۳        | ۱−       | ۲      |

| تایپاور | ۰–۰    | ارچیم |
| ------- | ------ | ----- |
|         | Report |       |

| تری استار کلاب | ۱–۱    | آباهانی لیمیتد داکا |
| -------------- | ------ | ------------------- |
| Shrestha ۱۵'   | Report | Towhidul ۳۸'        |

| آباهانی لیمیتد داکا | ۱–۱    | تایپاور           |
| ------------------- | ------ | ----------------- |
| Shakhawat ۵'        | Report | Hung Kai-chun ۱۴' |

| ارچیم | ۰–۲    | تری استار کلاب        |
| ----- | ------ | --------------------- |
|       | Report | Zikahi ۱۰' · Femi ۶۴' |

| ارچیم          | ۱–۰    | آباهانی لیمیتد داکا |
| -------------- | ------ | ------------------- |
| Batbilguun ۵۹' | Report |                     |

| تری استار کلاب             | ۲–۲    | تایپاور                                |
| -------------------------- | ------ | -------------------------------------- |
| Zikahi ۷' · Budhathoki ۱۵' | Report | Kuo Yin-hung ۲۰' · Hung Kai-chun ۴۵+۱' |

### گروه B
| تیم          | بازی | برد | مساوی | باخت | گل زده | گل خورده | گل تفاضل | امتیاز |
| ------------ | ---- | --- | ----- | ---- | ------ | -------- | -------- | ------ |
| دوردوی بیشکک | ۳    | ۲   | ۱     | ۰    | ۱۶     | ۲        | ۱۴+      | ۷      |
| کی‌آرال       | ۳    | ۲   | ۱     | ۰    | ۱۱     | ۱        | ۱۰+      | ۷      |
| گلوبال       | ۳    | ۱   | ۰     | ۲    | ۶      | ۸        | ۲−       | ۳      |
| یدزین        | ۳    | ۰   | ۰     | ۳    | ۰      | ۲۲       | ۲۲−      | ۰      |

| دوردوی بیشکک   | ۱–۱    | کی‌آرال             |
| -------------- | ------ | ------------------ |
| Kharchenko ۲۳' | Report | Ishaq ۵۰' (پنالتی) |

| گلوبال                                                                     | ۵–۰    | یدزین |
| -------------------------------------------------------------------------- | ------ | ----- |
| Reichelt ۵' · De Murga ۹' · Starosta ۱۵' · Bahadoran ۲۰' · Mw. Angeles ۶۴' | Report |       |

| یدزین | ۰–۹    | دوردوی بیشکک                                                                               |
| ----- | ------ | ------------------------------------------------------------------------------------------ |
|       | Report | Murzaev ۹'، ۴۱'، ۵۰'، ۷۲'، ۸۰' (پنالتی) · Rustamov ۳۰'، ۸۴' · Shamshiev ۵۴' · Kaleutin ۶۲' |

| کی‌آرال                      | ۲–۰    | گلوبال |
| --------------------------- | ------ | ------ |
| Mahmood Khan ۱۲' · Adil ۷۷' | Report |        |

| کی‌آرال                                                                                         | ۸–۰    | یدزین |
| ---------------------------------------------------------------------------------------------- | ------ | ----- |
| Kaleemullah ۴' (پنالتی)، ۷۱'، ۷۵'، ۸۳'، ۹۰+۱' · Abid Khan ۳۷' · Us-Salam ۴۴' · Saadullah ۴۵+۱' | Report |       |

| گلوبال      | ۱–۶    | دوردوی بیشکک                                                       |
| ----------- | ------ | ------------------------------------------------------------------ |
| De Murga ۹' | Report | Murzaev ۱۴'، ۲۵' (پنالتی)، ۵۵'، ۶۴' · Shamshiev ۷۷' · Tetteh ۹۰+۳' |

### گروه C
| تیم                | بازی | برد | مساوی | باخت | گل زده | گل خورده | گل تفاضل | امتیاز |
| ------------------ | ---- | --- | ----- | ---- | ------ | -------- | -------- | ------ |
| بالکان             | ۳    | ۳   | ۰     | ۰    | ۱۰     | ۲        | ۸+       | ۹      |
| هلال القدس         | ۳    | ۲   | ۰     | ۱    | ۱۳     | ۳        | ۱۰+      | ۶      |
| بوئنگ کت رابر فیلد | ۳    | ۱   | ۰     | ۲    | ۶      | ۳        | ۳+       | ۳      |
| ارتش سری‌لانکا      | ۳    | ۰   | ۰     | ۳    | ۰      | ۲۱       | ۲۱−      | ۰      |

| هلال القدس                           | ۲–۳    | بالکان                          |
| ------------------------------------ | ------ | ------------------------------- |
| Abu Rwais ۳۹' · Kettlun ۷۳' (پنالتی) | Report | Garadanow ۵' · Gurbani ۷۹'، ۸۹' |

| بوئنگ کت رابر فیلد                                                | ۶–۰    | ارتش سری‌لانکا |
| ----------------------------------------------------------------- | ------ | ------------- |
| Vathanaka ۸'، ۲۷' (پنالتی)، ۶۱'، ۸۹' · Sokngon ۷۲' · Sokpheng ۸۵' | Report |               |

| ارتش سری‌لانکا | ۰–۱۰   | هلال القدس |
| ------------- | ------ | --- |
|               | Report | Kettlun ۱۳' (پنالتی)، ۴۸' (پنالتی)، ۷۹' · Abu Gharqoud ۳۵'، ۴۹' · Obaid ۶۶' · Lafi ۶۸'، ۸۶' · Abu Jazar ۹۰' · Abu Rwais ۹۰+۲' |

| بالکان                      | ۲–۰    | بوئنگ کت رابر فیلد |
| --------------------------- | ------ | ------------------ |
| Garadanow ۸' · Şirmedow ۸۵' | Report |                    |

| بالکان                                                                                  | ۵–۰    | ارتش سری‌لانکا |
| --------------------------------------------------------------------------------------- | ------ | ------------- |
| Çoňkaýew ۲' · Baýramow ۱۳' · Şirmedow ۵۶' · Atamämmedow ۷۴' · Yamanalage ۷۹' (گل‌به‌خودی) | Report |               |

| بوئنگ کت رابر فیلد | ۰–۱    | هلال القدس       |
| ------------------ | ------ | ---------------- |
|                    | Report | Abu Gharqoud ۸۷' |

## مرحله نهایی
مرحله نهایی در یک مکان متمرکز برگزار شد. مسابقات از ۲۳ تا ۲۹ سپتامبر ۲۰۱۳ (همه زمان‌ها یوتی‌سی ۸:۰۰+) در ملاکا، مالزی برگزار شد.
قرعه‌کشی مرحله نهایی در ۳۱ ژوئیه ۲۰۱۳، ساعت ۱۵:۰۰ یوتی‌سی ۸:۰۰+، در ساختمان ای‌اف‌سی در کوالا لامپور، مالزی برگزار شد. شش تیم در دو گروه سه تیمی قرار گرفتند. هر گروه به صورت نوبت‌گردشی و با همان قوانین رتبه‌بندی مرحله گروهی برگزار شد. برندگان هر گروه به فینال راه یافتند. فینال به صورت تک‌بازی برگزار شد و در صورت لزوم از وقت اضافه و ضربات پنالتی برای تعیین برنده استفاده شد.

### گروه A
| تیم            | بازی | برد | مساوی | باخت | گل زده | گل خورده | گل تفاضل | امتیاز |
| -------------- | ---- | --- | ----- | ---- | ------ | -------- | -------- | ------ |
| بالکان         | ۲    | ۲   | ۰     | ۰    | ۱۰     | ۰        | ۱۰+      | ۶      |
| ارچیم          | ۲    | ۰   | ۱     | ۱    | ۱      | ۵        | ۴−       | ۱      |
| تری استار کلاب | ۲    | ۰   | ۱     | ۱    | ۱      | ۷        | ۶−       | ۱      |

| تری استار کلاب | ۰–۶    | بالکان                                                                                           |
| -------------- | ------ | ------------------------------------------------------------------------------------------------ |
|                | Report | Tkachenko ۲۲' · Garadanow ۲۴' · Saparow ۵۹' · Şirmedow ۶۳' · Gurbani ۷۸' (پنالتی) · Çoňkaýew ۸۷' |

| ارچیم       | ۱–۱    | تری استار کلاب |
| ----------- | ------ | -------------- |
| Battulga ۸' | Report | Zikahi ۹۰+۱'   |

| بالکان                                                    | ۴–۰    | ارچیم |
| --------------------------------------------------------- | ------ | ----- |
| Saparow ۵۹' · Gurbani ۷۶' (پنالتی)، ۸۶' · Hojaahmedow ۸۱' | Report |       |

### گروه B
| تیم          | بازی | برد | مساوی | باخت | گل زده | گل خورده | گل تفاضل | امتیاز |
| ------------ | ---- | --- | ----- | ---- | ------ | -------- | -------- | ------ |
| کی‌آرال       | ۲    | ۲   | ۰     | ۰    | ۳      | ۰        | ۳+       | ۶      |
| هلال القدس   | ۲    | ۱   | ۰     | ۱    | ۳      | ۴        | ۱−       | ۳      |
| دوردوی بیشکک | ۲    | ۰   | ۰     | ۲    | ۲      | ۴        | ۲−       | ۰      |

| دوردوی بیشکک | ۰–۱    | کی‌آرال          |
| ------------ | ------ | --------------- |
|              | Report | Kaleemullah ۷۶' |

| هلال القدس                  | ۳–۲    | دوردوی بیشکک                  |
| --------------------------- | ------ | ----------------------------- |
| Salhe ۵۷' · Roma ۸۵'، ۹۰+۳' | Report | Otkeev ۴۵+۲' · Rustamov ۹۰+۱' |

| کی‌آرال                       | ۲–۰    | هلال القدس |
| ---------------------------- | ------ | ---------- |
| Kaleemullah ۷۷' · Adil ۹۰+۳' | Report |            |

### فینال
| بالکان     | ۱–۰    | کی‌آرال |
| ---------- | ------ | ------ |
| قربانی ۸۷' | Report |        |